# Agence coréenne de coopération internationale
L'Agence coréenne de coopération internationale, plus connue sous son nom anglais Korea International Cooperation Agency (KOICA), a été fondée le 1er avril 1991, en tant qu’agence gouvernementale responsable de programmes d’aide pour la réduction de la pauvreté et le développement socio-économique dans des pays en voie de développement, non seulement en renforçant la coopération au développement international mais aussi en consolidant le partenariat avec les pays en voie de développement.
Créée en 1991, la KOICA participe à des programmes de développement et de coopération dans le monde. Selon le dernier rapport d'activité disponible (2004), les principaux bénéficiaires des actions de coopération de la KOICA étaient l'Irak, l'Afghanistan et le Vietnam (respectivement, 37 %, 11 % et 6 % des sommes versées).

## Mission
La réalisation du développement socio-économique durable pour l’amélioration de la qualité de vie et l’éradication de la pauvreté des pays en voie développement ; la contribution aux enjeux mondiaux liés à la coopération au développement international pour harmoniser les efforts de développement avec ceux de la communauté internationale.

## Organisation
La KOICA est composée des divisions régionales responsables des pays partenaires, Division du planning des politiques responsables des politiques dans les domaines spécifiques, Division des Amis du Monde (WFK) où elle gère le programme de bénévolat à l’étranger et le Bureau du partenariat de la Société Civile où il promeut la coopération avec le secteur privé/les organisations de la société civile, et le Bureau de l’aide humanitaire où il gère le secours d’urgence. En plus, afin de contribuer aux opérations des projets d’une manière efficace, la KOICA établie l’Office d’Évaluation ou rapport directement au président. En 2013, KOICA a 44 bureaux et représentatives régionaux à l’étranger. Ces Bureaux d’outre-mer jouent un rôle crucial pour mettre en œuvre ses programmes d’aide sur le terrain. Pour obtenir une meilleure efficacité de notre coopération pour le développement, les filiales de la KOICA et les ambassades coréennes font des efforts à travers les discussions des politiques et les enquêtes sur les besoins des pays partenaires.